# Feliks Przedpełski
Feliks Przedpełski (ur. 20 grudnia 1789 w Śniedzianowie, zm. ??) – polski oficer Księstwa Warszawskiego, Królestwa Polskiego, wykładowca w Szkole Aplikacyjnej, uczestnik powstania listopadowego.

## Życiorys
Urodził się 20 grudnia 1789 w Śniedzianowie w ziemi płockiej w rodzinie Jacka i żony jego Julianny. W 1807 otrzymał stopień kaprala w Batalionie Saperów i w następnym roku jako wachmistrz był w artylerii konnej. W kampanii 1809 walczył w bitwie pod Raszynem oraz brał udział w obronie Zamościa. W 1812 awansował do stopnia kapitana i brał udział w kampanii rosyjskiej i w następnym roku bronił się w Gdańsku.
Od 1816 był dowódcą w kompanii pontonierów i w 1820 zostaje oficerem inspekcyjnym i wykładowcą taktyki w Szkole Aplikacyjnej oraz w Korpusie Kadetów. 
W 1825 został odznaczony orderem św. Włodzimierza 4 klasy a w 1830 otrzymał Znak Honorowy za 20 lat nieskazitelnej służby. W Powstaniu listopadowym jako major dowodził 3 kompanią artylerii. Odznaczył się w trakcie obrony Warszawy i we wrześniu 1831 otrzymał Złoty Krzyż Virtuti Militari.
Po powstaniu listopadowym nie ma informacji o dalszych jego losach, nie jest znana data ani miejsce jego śmierci.